# آنا تيريزا بيريرا
آنا تيريزا بيريرا (بالبرتغالية: Ana Teresa Pereira‏) (1958، فونشال في البرتغال)؛ روائية برتغالية.